# Desa Cidahu (administrativ by i Indonesien, lat -6,28, long 106,38)
Desa Cidahu är en administrativ by i Indonesien.   Den ligger i provinsen Jawa Barat, i den västra delen av landet, 50 km väster om huvudstaden Jakarta.